# Habenaria tridactylites
Habenaria tridactylites is een orchidee uit het geslacht Habenaria.
De plant is endemisch voor de Canarische Eilanden.

## Naamgeving enetymologie
De botanische naam Habenaria is afgeleid van het Latijnse habena (riem), een verwijzing naar de lange lintvormige slippen van de bloemlip. De soortaanduiding tridactylites is afkomstig van de Oudgriekse samenstelling τριδάκτυλος, tridaktulos (drievingerig), afkomstig van τρεῖς, treis (drie) en δάκτυλος, daktulos (vinger) en slaat op de drielobbige lip.

## Kenmerken
Habenaria tridactylites is een tot 30 cm hoge plant met een rechtopstaande, bladerloze stengel. De twee of drie bladeren staan in een bladrozet, zijn ovaal tot lancetvormig, met een spitse top, geelgroen van kleur, en tot 15 cm lang. De bloeiwijze is een ijle, cilindrische aar met enkele tot een tiental kleine, onopvallende bloemen. De schutbladen zijn ongeveer half zo lang als de vruchtbeginsels.
De bloemen zijn geelgroen en geurend en geresupineerd, waardoor de lip naar onder gericht is. De laterale kelkbladen zijn teruggeslagen, lancet- tot lijnvormig, met stompe top. Het bovenste kelkblad is breed-ovaal en concaaf, en vormt samen met de smallere zijdelingse kroonbladen een helmpje. De lip is tot 9 mm lang, diep drielobbig, met afhangende, lijnvormige lobben, de middenlob iets langer dan de zijlobben. Het spoor is iets langer dan het vruchtbeginsel, slank kegelvormig, naar onder en naar voor gebogen.
De bloeitijd is november tot februari.

## Habitat
Habenaria tridactylites komt vooral voor op open tot licht beschaduwde, licht zure, vochtige tot droge bodems, zoals beschaduwde rotsspleten en rotsige hellingen, verlaten landbouwterrassen en lichte bossen, tot op hoogtes van 1400 m.

## Verspreiding en voorkomen
Habenaria tridactylites is endemisch voor de Canarische Eilanden. De plant komt verspreid voor en is plaatselijk algemeen op de westelijke eilanden Ferro, La Palma, La Gomera, Tenerife en Gran Canaria, minder algemeen op Lanzarote en mogelijk ontbrekend op Fuerteventura.
... · 
H. dentata · 
H. medusa · 
H. mossii · 
H. radiata · 
H. rodocheila · 
H. tridactylites · 
...